# HD 149026
HD 149026 (Ogma) ist ein rund 250 Lichtjahre von der Erde entfernter Unterriese der Spektralklasse G0 im Sternbild Hercules. Er besitzt eine scheinbare Helligkeit von 8,15 mag. Der Stern wird von einem Exoplaneten mit der Bezeichnung HD 149026 b (Smertrios) umkreist.